# Agnara immsi
Agnara immsi is een pissebed uit de familie Agnaridae. De wetenschappelijke naam van de soort is voor het eerst geldig gepubliceerd in 1914 door Collinge.